# Cucurrucucú paloma
Cucurrucucú paloma (littéralement « Coucouroucoucou pigeon » ou « Coucouroucoucou colombe »), parfois francisé en Coucouroucoucou Paloma, est une chanson de style huapango écrite par l’auteur-compositeur mexicain Tomás Méndez (es) en 1954.
Le titre est une référence onomatopéique au cri caractéristique de la colombe (ou du pigeon) en deuil, qui est évoqué dans le refrain. Ses paroles font allusion au mal d'amour.
Elle apparaît initialement dans la comédie mexicaine classique Escuela de vagabundos sortie en 1955, où elle est chantée par la vedette du film, Pedro Infante. Elle a été ensuite utilisée dans la bande originale de plusieurs films et reprise par de nombreux chanteurs populaires, acquérant ainsi une popularité internationale.
Sa première parution sur disque date de 1956, interprétée par Harry Belafonte.
La chanson a donné son nom au film mexicain Cucurrucucú Paloma, réalisé par Miguel Delgado en 1965.

## Origines

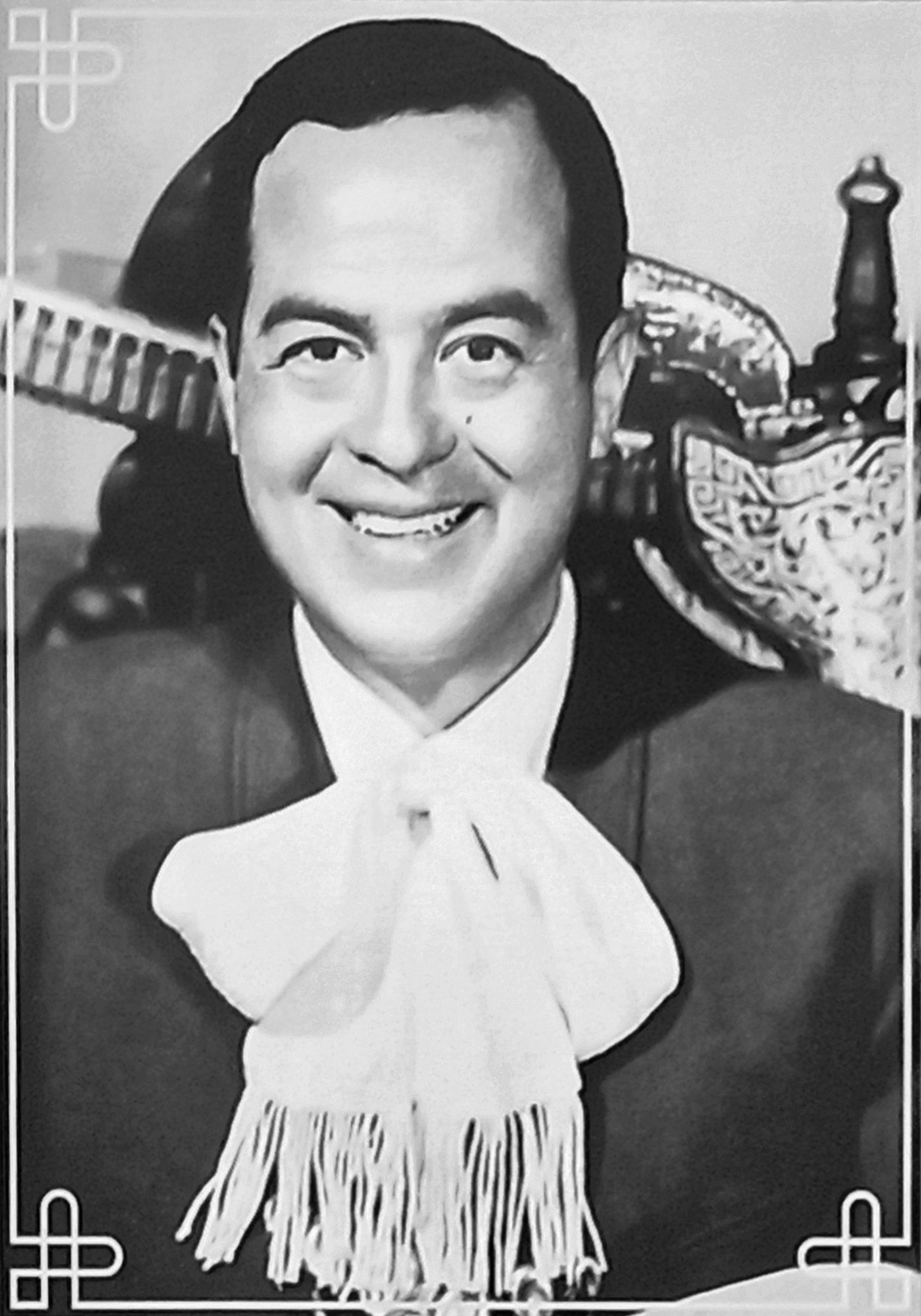
Tomás Méndez auteur-compositeur de la chanson.

Cucurrucucú paloma est écrite en 1954 par l’auteur-compositeur mexicain Tomás Méndez (es), dans un style huapango.
Le titre est une référence onomatopéique au cri caractéristique de la colombe en deuil, qui est évoqué dans le refrain. Ses paroles font allusion au mal d'amour.
Elle apparait initialement dans la comédie mexicaine classique Escuela de vagabundos sortie en 1955, où elle est chantée par la vedette du film, Pedro Infante.

## Utilisation dans des films
Au fil des ans, la chanson est utilisée dans la bande originale de plusieurs films et acquiert une popularité internationale.

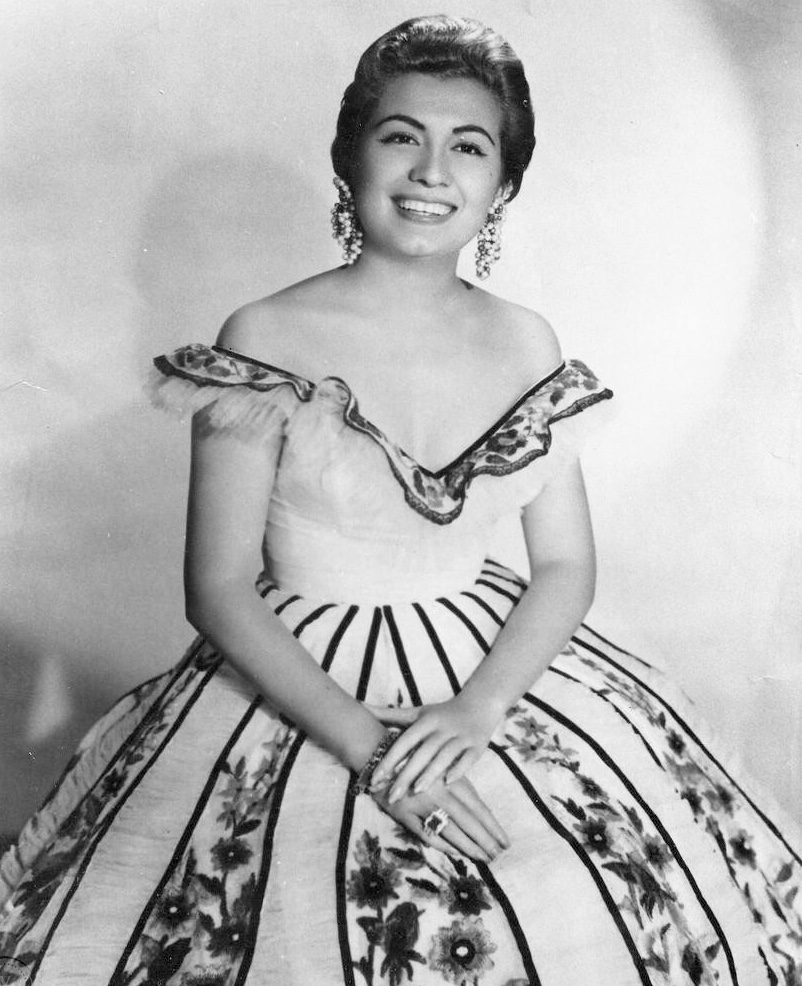
Lola Beltrán, actrice du film Cucurrucucú Paloma.

La chanson a donné son nom au film mexicain Cucurrucucú Paloma, réalisé par Miguel Delgado en 1965. Lola Beltrán, qui l'interprète en jouant le rôle de Paloma Méndez est propulsée au sommet de la popularité et se fait connaitre mondialement.
Parmi les films dans lesquels la chanson est utilisée figurent :
- El Perdido de Robert Aldrich en 1961,
- Le Magnifique de Philippe de Broca en 1973,
- Happy Together de Wong Kar-wai en 1997,
- Parle avec elle de Pedro Almodóvar en 2002 (version chantée par Caetano Veloso)[2],
- Dans l'œil d'un tueur (My Son, My Son, What Have Ye Done?) de Werner Herzog en 2009,
- Cinq Ans de réflexion (The Five-Year Engagement) de Nicholas Stoller en 2012,
- Moonlight de Barry Jenkins en 2016.

## Autres versions
Depuis sa première parution sur disque en 1956 dans une version chantée par Harry Belafonte, la chanson a été enregistrée par divers autres chanteurs populaires. Parmi les plus connus, on retrouve Caetano Veloso, Miguel Aceves Mejía, Joan Baez, Rosemary Clooney, Perry Como, Nat King Cole, Ana María González, les Del Rubio Triplets, Lila Downs, Rocío Dúrcal, Julio Iglesias, Shirley Kwan, Luis Miguel, Hibari Misora, Gaby Moreno et Nana Mouskouri,,.
Le refrain a également été repris par Franco Battiato dans sa propre chanson Cuccurucucù, sur La voce del padrone.
En 2019, le ténor lyrique Juan Diego Florez a chanté la chanson en s'accompagnant à la guitare à la Scala de Milan, dans une version apparaissant dans une vidéo YouTube qui a été vue près de 10 millions de fois.